# Fußballsportverein 63 Luckenwalde e.V.
FSV 63 Luckenwalde e.V. é uma agremiação esportiva alemã, fundada em 1963, sediada em Luckenwalde, no estado de Brandemburgo.

## História
A associação foi formada em 1963 da fusão do departamento de futebol Motor Luckenwalde e Fortschritt Luckenwalde para formar o TSV Luckenwalde.

### BV Luckenwalde, SG Luckenwalde-Süd, BSG Motor Luckenwalde

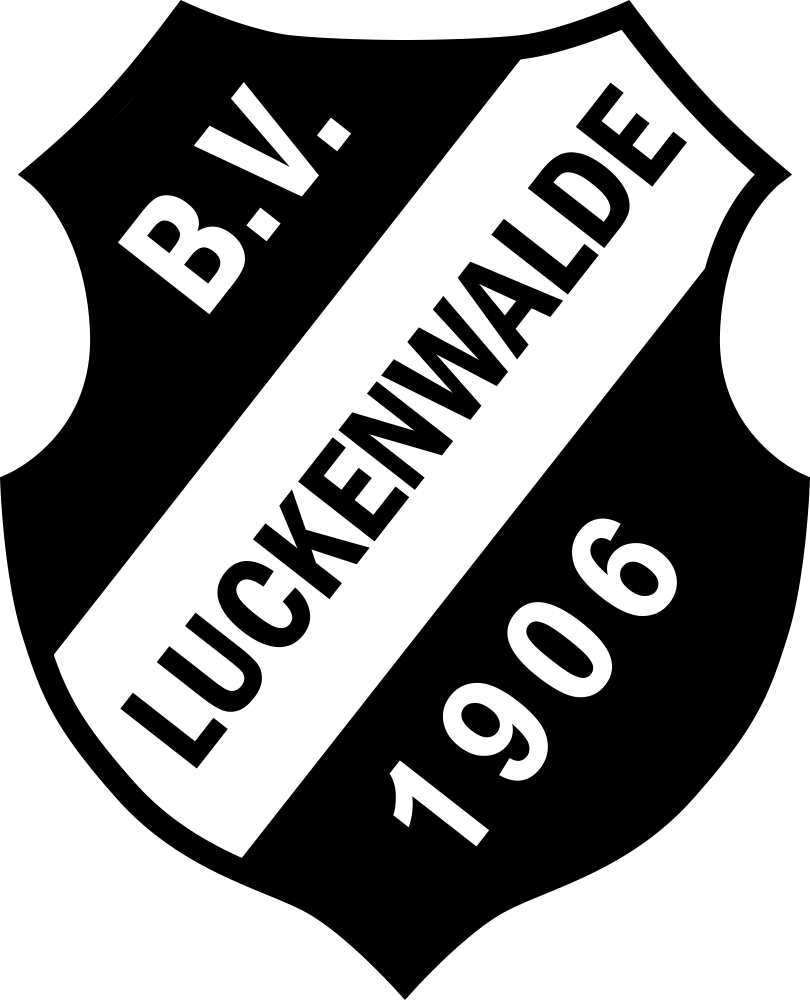
Logo BV 06 Luckenwalde

O clube predecessor, o BV 06 Luckenwalde, surgiu em 1906. O clube até 1945 permaneceu a maior parte de sua trajetória na liga de Berlim. Seu maior sucesso ocorreu em 1933, quando ganhou a promoção para a Gauliga Berlin-Brandenburg. o BV 06 disputou com sucesso a Copa de Berlim, chegando à final em 1924 e 1928 contra o Hertha Berlim.
Em 1945, o clube se desfez e foi restabelecido como SG Luckenwalde-Süd. Houve ainda um curto prazo como ZSG Luckenwalde, seguido por outras alterações de nome em Tewa e, em 1951, Motor Luckenwalde. Após 1945, o time jogou por duas temporadas na Liga Nacional de Brandemburgo. Em 1952, o BSG Motor disputou a Bezirksliga Potsdam.

### Luckenwalder TS, SG Luckenwalde-Nord, BSG Fortschritt Luckenwalde
O Luckenwalder TS atuou até 1933 na ATSB. Na temporada 1930-1931 chegou à semifinal no Campeonato Federal da ATSB, perdendo para o Hamburgo Laurel 06 por 2 a 1.
Com a tomada do poder pelos nazistas o clube se desfez em 1933. No ano seguinte, um primeiro Luckenwalder SV foi restabelecido. Até 1945 o clube não desempenhou nenhum papel. Situação semelhante ocorreu com o BV 06, que foi dissolvido em 1945 e também o LSV que foi restabelecido como SG Luckenwalde-Nord. Em 1953, a equipe sofreu novas mudanças de nome Umbenennungen, Konsum, Industrie e Fortschritt Luckenwalde. O BSG jogou em 1955 em Potsdam, o campeonato distrital, o qual se manteve até 1963. BSG Motor Luckenwalde e Fortschritt BSG Luckenwalde se uniram no mesmo ano para criar o TSV Luckenwalde.

### TSV Luckenwalde e FSV 63 Luckenwalde

TSV Luckenwalde

Em 1963, o TSV Luckenwalde sofreu rebaixamento em 1964 à Bezirksklasse. De 1968 a 1990, o TSV foi então representado principalmente na Bezirksliga, mas não tinha nenhuma chance realista para a promoção possível à DDR-Liga. Na disputa da Bezirkspokal foi derrotado na final duas vezes pelo Hennigsdorf. Em 1990, mudou para FSV 63 Luckenwalde.
Em 2000, pela primeira vez, foi promovido da Landesklasse para a Verbandsliga Brandenburg. Na temporada 2008-2009 foi o campeão surpresa da Brandenburgliga e desde a temporada 2009-2010 disputa a Oberliga Nordost. Em 1 de março de 2006, o FSV recebeu a Seleção Nacional em preparação para a Copa do Mundo de 2006, perdendo por 7 a 0.

### Sumário dos nomes
- 1906 a 1945: BV 06 Luckenwalde
- 1945 a 1951: SG Luckenwalde-Süd
- 1951 a 1963: BSG Motor Luckenwalde
- 1963 a 1990: TSV Luckenwalde
- Desde 1990: FSV 63 Luckenwalde

## Estatísticas
- Participação Gauliga Berlin-Brandenburg: 1933-34
- Copa de Berlim Vice-campeão: 1924, 1928
- Final ATSB federais Championship: 1930-31 (HF)
- Participação Oberliga Nordost: 2009-12

## Cronologia recente
| Temporada | Liga                     | Colocação |
| --------- | ------------------------ | --------- |
| 1992/93   | Landesklasse West        | 3ª        |
| 1993/94   | Landesklasse West        | 1ª ↑      |
| 1994/95   | Landesliga Brandenburg   | 3ª        |
| 1995/96   | Landesliga Brandenburg   | 2ª        |
| 1996/97   | Landesliga Brandenburg   | 4ª        |
| 1997/98   | Landesliga Brandenburg   | 2ª        |
| 1998/99   | Landesliga Brandenburg   | 2ª        |
| 1999/00   | Landesliga Brandenburg   | 1ª ↑      |
| 2000/01   | Verbandsliga Brandenburg | 13ª       |
| 2001/02   | Verbandsliga Brandenburg | 12ª       |
| 2002/03   | Verbandsliga Brandenburg | 7ª        |
| 2003/04   | Verbandsliga Brandenburg | 8ª        |
| 2004/05   | Verbandsliga Brandenburg | 14ª       |
| 2005/06   | Verbandsliga Brandenburg | 13ª       |
| 2006/07   | Verbandsliga Brandenburg | 5ª        |
| 2007/08   | Brandenburgliga          | 6ª        |
| 2008/09   | Brandenburgliga          | 1ª ↑      |
| 2009/10   | NOFV Oberliga Nord       | 4ª        |
| 2010/11   | NOFV Oberliga Süd        | 6ª        |
| 2011/12   | NOFV Oberliga Süd        | 11ª       |